# 圣城街道
圣城街道，是中华人民共和国山東省潍坊市寿光市下辖的一个乡镇级行政单位。是寿光市的政治、经济、文化、信息中心。

## 行政区划
圣城街道下辖以下地区：
城里社区、南关社区、西关社区、九巷社区、东关社区、北关社区、梨园社区、东公孙社区、后张家庄社区、刘旺社区、北魏家庄社区、北坦社区、东夏社区、南后三里社区、小东关社区、南魏家庄子社区、徐家社区、小李家庄社区、南前三里社区、前张家庄社区、仁和社区、燕家庄社区、西公孙社区、田家庄社区、杨家社区、高家庄社区、张建桥社区、王家口子社区、东付家庄社区、椒园社区、崔庄社区、东七村社区、西三官庙社区、父子侯社区、东营社区、东郭家庄社区、延庆寺社区、南辛庄社区、前朴里社区、后朴里社区、李家仕庄社区、赵家仕庄社区、岳家庄村、大仓村、沙阿村、益城村、西玉兔埠村、东玉兔埠村、曹家庄村、李二村、郝家庄村、范家庄村、十里铺村、夏家庄村、北郭家庄村、于家庄子村、北前三里村、北后三里村、金马寨村、赵旺铺村、金家庄子村、杨家仕庄村、张家仕庄村、韩家仕庄村、桑家仕庄村、肖楼庄村、南马范村、东石村、西石村和南胡家庄村。